# المعزاب (صنعاء)

تعديل مصدري - تعديل

المعزاب هي إحدى قرى الجمهورية اليمنية. تتبع جغرافيا لمحافظة صنعاء وإداريًا لمديرية الحيمة الداخلية. يبلغ تعداد سكانها 916 نسمة حسب الإحصاء الذي أجري عام 2004.